# Arnold Schoenberg
Arnold Schönberg, po emigraci do USA v roce 1933 Schoenberg (13. září 1874 Vídeň – 13. července 1951 Los Angeles), byl rakouský modernistický hudební skladatel, hudební teoretik a příležitostný malíř.
Většinu svých hudebních skladeb vytvořil mimo tradiční tonální systém – v tzv. atonalitě. Vymyslel také metodu hudební skladby dodekafonii používající 12 zrovnoprávněných tónů chromatické stupnice jako materiál k nově pojatému systému hudební kompozice.

## Umělecký vývoj
Schönberg začal svůj hudební vývoj jako violoncellista a skladatel-samouk. Ačkoliv později navštěvoval hodiny u skladatele Alexandra Zemlinského, podle svých slov se nejvíce naučil studiem děl mistrů. Skladatelsky byl Schönberg nejdříve ovlivněn Antonínem Dvořákem a Richardem Wagnerem. Později se stal rozhodným stoupencem Johannese Brahmse a Gustava Mahlera.
První Schönbergovy skladby obsahují typické rysy pozdního romantismu: velký orchestrální aparát, díla s literárním podkladem (smyčcový sextet Zjasněná noc, Písně z Gurre, symfonická báseň Pelleas a Melisanda, sbor Mír na Zemi).
Vybaven mimořádně tvořivým duchem objevil nové hudební obzory, kterými své současníky čím dál tím více udivoval a brzy byl vystaven nevoli a odmítnutí koncertního publika.

### Atonalita a dodekafonie
Od roku 1908 začíná jeho hudba opouštět tradiční tonální systém, to znamená, že od tohoto okamžiku – 2. smyčcového kvartetu – se stává jeho hudba atonální (Schönberg sám navrhoval pojem „atonikal“, ze kterého se vyvinuly pojmy atonální a atonalita). Mezi jeho klasická atonální díla patří Drei Klavierstücke (Tři skladby pro klavír), Op. 11, z roku 1909.
Tato fáze takzvané „volné atonality“ zavedla Schönberga do slepé uličky, protože každá další skladba kladla nové požadavky na hudební materiál a pravidla. (Podobně jako Igor Stravinskij tvrdil, že čím větší omezení při volbě prostředků si dá, tím se cítí volněji při komponování. Jinými slovy: svoboda může existovat pouze uvnitř jistých hranic, neboť úplná svoboda vede k chaosu.) S volnou atonalitou se tedy ztrácí forma. Naproti tomu Adorno obhajuje ve svém spise Philosophie der neuen Musik novou hudbu právě zásluhou Schönbergovy atonality a staví se proti Stravinského neoklasicismu. Schönbergova atonalita znamená pro Adorna osvobození hudby z tonální závislosti a tedy neomezený rozvoj hudebního výrazu.
Z tohoto dilematu se Schönberg dostal vytvořením „metody skládání za pomoci dvanácti vzájemně se vztahujících tónů“, zkráceně dodekafonie. Tato metoda od této chvíle vystupuje na místě tonality a přináší s sebou jistou vnitřní semknutost hudebního díla. Úkolem skladatele je tedy vymyslet dvanáctitónovou řadu, ze které se vyvíjí veškerý tematický materiál.
Dvanáctitónová řada je řada dvanácti tónů oktávy, ve které musí vystupovat každý jednotlivý tón pouze jednou. V kompozici smí být určitý tón znovu použit až tehdy, když proběhne celá řada. Výjimku tvoří pouze přesné opakování řady. Řadu je možno transponovat, to znamená, že může začínat na libovolném tónu. Z každé řady mohou být odvozeny další tři variace, tzv. permutace, které mají stejnou hodnotu jako základní řada:
- inverze: každý interval se převrátí zezdola nahoru a naopak
- račí postup: řada je použita obráceně (zprava doleva)
- inverze račího postupu: řada je použita obráceně a každý interval se převrátí.

Schönberg věřil, že bude moci dát s tímto systémem každému dílu vnitřní pojítko. Ačkoliv dodekafonii nikdy ve svých hodinách teorie neučil a původně ji vytvořil pouze jako řešení svého osobního tvůrčího konfliktu, ujali se jí nadšeně jeho žáci, kteří kompoziční postupy dále rozpracovali a rozšířili. Dnes je zcela nemyslitelné, že by s ní nebyl student kompozice seznámen.
Kolem Schönberga se vytvořil kruh stejně smýšlejících žáků a interpretů, kteří jsou označováni jako druhá vídeňská škola (mj. Alban Berg a Anton Webern).

## Z díla
- Sechs Lieder für eine mittlere Singstimme und Klavier (1899–1903),
- »Verklärte Nacht« Sextett für 2 Violinen, 2 Violen und 2 Violoncelli (1899),
- Pelleas und Melisande (nach dem Drama von Maurice Maeterlinck) Symphonische Dichtung für Orchester (1902–1903),
- Quartett (d-Moll) für 2 Violinen, Viola und Violoncello (1904–1905),
- Kammersymphonie für fünfzehn Soloinstrumente (großes Orchester) (1906),
- Drei Klavierstücke (1909),
- Gedichte aus »Das Buch der hängenden Gärten« von Stefan George für eine Singstimme und Klavier (1908–1909),
- Erwartung (op. 17) ) (1909)
- Fünf Orchesterstücke in der Originalfassung für großes Orchester (1909,1922),
- »Herzgewächse« (Maurice Maeterlinck) für hohen Sopran, Celesta, Harmonium und Harfe (1911),
- Suite für Klavier (1921–1923),
- Vier Stücke für gemischten Chor (1925),
- Variationen für Orchester (1926–1928),
- »Von heute auf morgen« Oper in einem Akt Libretto: Max Blonda [Gertrud Schönberg] (1928–1929),
- Begleitungsmusik zu einer Lichtspielscene (Drohende Gefahr, Angst, Katastrophe) (1929–1930),
- Concerto for Violin and Orchestra (1934–1936),
- Fourth String Quartet (1936),
- Kammersymphonie Nr. 2 (in es-Moll) für kleines Orchester (1906–1939),
- Kol nidre für Sprecher (Rabbi), gemischten Chor und Orchester (g-Moll) (1938),
- Variations on a Recitative for Organ (in D) (1941)
- Ode to Napoleon Buonaparte (Lord Byron) for String Quartet, Piano and Reciter (1942),
- Concerto for Piano and Orchestra (1942),
- Theme and Variations for Full Band (Orchestra) (1943),
- A Survivor from Warsaw for Narrator, Men's Chorus and Orchestra (1947),
- Phantasy for Violin with Piano Accompaniment (1949) ,
- Psalm 130 for Mixed Chorus a cappella (six voices) (1950),
- Moderner Psalm für Sprecher, gemischten Chor und Orchester (unvollendet) (1950)